# Pierre Le Don
Pierre Le Don (* 30. November 1932 in Paris) ist ein ehemaliger französischer Radrennfahrer.

## Sportliche Laufbahn
Le Don war Straßenradsportler. Nach Siegen in den Eintagesrennen Paris–Laon 1955 und im Grand Prix de Saint-Cloude 1956 hatte er mit dem Gesamtsieg in der Slowakei-Rundfahrt 1957 vor Günter Oldenburg aus Deutschland seinen bedeutendsten sportlichen Erfolg. Er holte einen Tageserfolg in dem Etappenrennen. 1958 bestritt er die Internationale Friedensfahrt und schied aus.
1958 wurde er Unabhängiger und 1959 Berufsfahrer im Radsportteam Saint-Raphaël. Er fuhr nur eine Saison als Radprofi. 1958 gewann er die Gesamtwertung in der Tour de la Loire. 1959 gewann mit seinem Team beide Mannschaftszeitfahren in der Vuelta a España.